# Klockarvallstjärnen
Klockarvallstjärnen är en sjö i Ljusdals kommun i Hälsingland och ingår i Ljusnans huvudavrinningsområde. Sjön har en area på 0,147 kvadratkilometer och ligger 217,3 meter över havet.

## Delavrinningsområde
Klockarvallstjärnen ingår i det delavrinningsområde (684891-149856) som SMHI kallar för Mynnar i Stocksboån. Medelhöjden är 231 meter över havet och ytan är 7,72 kvadratkilometer. Räknas de 6 avrinningsområdena uppströms in blir den ackumulerade arean 80,69 kvadratkilometer. Sånghusån (Djuptjärnån) som avvattnar avrinningsområdet har biflödesordning 4, vilket innebär att vattnet flödar genom totalt 4 vattendrag innan det når havet efter 139 kilometer. Avrinningsområdet består mestadels av skog (82 procent). Avrinningsområdet har 0,27 kvadratkilometer vattenytor vilket ger det en sjöprocent på 3,4 procent.